# Maxime Cressy
Maxime Cressy (født 8. maj 1997 i Paris, Frankrig) er fransk-amerikansk professionel tennisspiller. Cressy stillede indtil 2018 op for Frankrig, men stiller i dag op for USA. 
Cressy har pr. januar 2023 nået tre ATP-finaler i singler, alle i 2022. Første turneringssejr blev opnået i juli 2022 i Hall of Fame Open med en sejr i finalen over Alexander Bublik.
Han opnåede den 8. august 2022 den hidtil højeste placering på ATP-ranglisten med en placering som nr. 31. I double har han opnået en placering som nr. 180 i demcember 2019.